# Antonieta Castelo Branco
Antonietta Castello Branco Diniz (Belo Horizonte, 7 de novembro de 1922  — Rio de Janeiro, 31 de outubro de 2010), carinhosamente chamada de Nieta, foi a primeira-dama do país de 15 de abril de 1964 até 15 de março de 1967, durante o governo de seu pai, Humberto Castello Branco, 26.º presidente do Brasil. Assumiu o papel de primeira-dama em um período marcado pela ascensão do regime militar, após a destituição do presidente João Goulart.

## Biografia

### Família
Nascida em Belo Horizonte, Antonietta Castello Branco foi a filha mais velha do marechal Humberto de Alencar Castello Branco e de Argentina Viana Castello Branco. Seu irmão, Paulo Vianna Castello Branco, nasceu em 1924, e ambos cresceram em um ambiente marcado pela disciplina militar e pelos valores tradicionais da época.
Em 22 de abril de 1948, Nieta casou-se no Rio de Janeiro com Salvador Nogueira Diniz. A união trouxe ao mundo quatro filhos: Carlos Humberto, nascido em 1949; Maria Luiza, nascida em 1951; João Paulo, nascido em 1959; e Antônio Luiz, nascido em 1962.
A família de Nieta estava profundamente enraizada na sociedade brasileira, e ela sempre buscou equilibrar suas responsabilidades como mãe com as exigências de seu papel como filha do presidente e, posteriormente, como primeira-dama. Esse equilíbrio foi um desafio, especialmente durante os anos conturbados do regime militar, quando a figura de seu pai, Humberto Castello Branco, estava no centro da política nacional.

## Primeira-dama do Brasil
Nieta assumiu o papel de primeira-dama do Brasil em um contexto único. Após a perda de sua mãe em 1963, ela tomou para si as responsabilidades de representar a figura feminina ao lado de seu pai, o presidente Castello Branco, algo que poucas vezes aconteceu na história do Brasil — anteriormente, apenas as filhas de Rodrigues Alves, Catita e Marieta Alves, desempenharam essa função entre 1902 e 1906.
Sempre discreta e avessa aos holofotes, Nieta buscava preservar sua privacidade e mantinha-se fora das manchetes. Apesar de sua reserva, ela acompanhava o pai em importantes eventos e solenidades oficiais, refletindo a postura formal e contida do governo. Sua atuação reforçava a imagem de sobriedade que Castello Branco procurava manter, especialmente em um período de grande tensão política e mudanças estruturais no país.
Essa discrição fez de Nieta uma primeira-dama com pouca visibilidade, mas sua contribuição foi significativa pela serenidade com que conduziu suas responsabilidades, sustentando o papel com dignidade. Ela optou por focar nos aspectos mais intimistas do cargo, preferindo atuar de forma modesta e dedicada.
Como primeira-dama, Nieta desempenhou um papel ativo nas atribuições dos palácios e na organização de cerimônias oficiais, sempre com uma abordagem discreta e digna. Um dos eventos marcantes de sua gestão ocorreu em 13 de outubro de 1964, quando recebeu o presidente francês Charles de Gaulle e sua esposa, Yvonne de Gaulle, no Palácio do Planalto.
Na ocasião, o general de Gaulle, acompanhado por seu homólogo brasileiro, o presidente Castello Branco, e pela primeira-dama Nieta, ingressou no Palácio da Alvorada em meio a uma recepção calorosa. Cerca de três mil escolares, representando diversas escolas do Plano-Piloto, aguardavam na entrada. Os alunos, armados com bandeiras da França e do Brasil, saudaram o presidente francês com entusiasmo, acenando e gritando vivas em sua homenagem. De Gaulle, por sua vez, retribuiu a calorosa recepção com acenos prolongados, criando um momento de intercâmbio simbólico entre as duas nações.
À noite, o presidente marechal Castello Branco e a primeira-dama Nieta ofereceram um elegante banquete em honra de Charles de Gaulle, seguido de uma recepção no Palácio do Planalto. O evento contou com a presença de ministros de Estado e destacadas figuras do corpo diplomático, refletindo a importância das relações Brasil-França naquele período. Essa ocasião destacou o papel de Nieta como primeira-dama e evidenciou sua habilidade em conduzir eventos de grande importância nacional e internacional, mesmo que sua presença fosse mais sutil em comparação a outras figuras da época.
Em maio de 1965, Nieta e seu pai, Castello Branco, organizaram uma recepção significativa ao Xá do Irã, Reza Pahlavi, e à imperatriz Farah Diba, que estavam em uma viagem oficial de Estado ao Brasil. Essa visita reforçou os laços diplomáticos entre o Brasil e o Irã.
Ainda em 1965, em novembro, Nieta teve a honra de receber o rei Balduíno e a rainha Fabíola da Bélgica, que visitaram o Brasil em uma visita de Estado. O casal real belga permaneceu no país por três dias, sendo hospedado no Hotel Nacional, um dos mais luxuosos da época. Durante essa visita, Nieta e seu pai realizaram uma série de eventos e recepções, consolidando a imagem do Brasil como um país acolhedor e diplomático em um contexto internacional turbulento.

## As Voluntárias
A Organização das Voluntárias, sob a presidência de Nieta Castello Branco, destacou-se como uma importante iniciativa de ação social durante seu tempo como primeira-dama. Com um vasto alcance, a organização contava com cerca de 17 mil voluntários espalhados por todo o Brasil, organizados em 380 núcleos. Esse movimento mobilizou mulheres de diversas partes do país em prol de causas sociais, trabalhando em hospitais e promovendo uma variedade de projetos de assistência.
As voluntárias da organização doavam seu tempo e esforço e operavam cerca de 3.600 máquinas de costura em todo o Brasil, utilizando essas ferramentas para produzir roupas e sapatos que eram doados a necessitados. Além disso, um dos focos da Organização das Voluntárias era a alfabetização de adultos e crianças, contribuindo para a educação e capacitação de muitos brasileiros em um momento em que o acesso à educação ainda era limitado.
No Rio de Janeiro, a sede da Organização funcionava na Capela de Santa Teresinha do Palácio Guanabara, um espaço que tinha sido construído por iniciativa da ex-primeira-dama Carmela Dutra. Essa localização não só oferecia um ambiente sagrado e acolhedor, mas também simbolizava a continuidade do compromisso social das primeiras-damas brasileiras em apoiar as causas humanitárias e a construção de uma sociedade mais justa.

## Últimos anos
Com o término do mandato de seu pai, Nieta Castello Branco tornou-se uma figura constante nos eventos sociais do Rio de Janeiro, especialmente em almoços organizados por senhoras de perfil mais conservador. Nesses encontros, ela ainda era reverenciada como ex-primeira-dama, um título que lhe conferia uma posição de destaque e respeito dentro da sociedade carioca.
Apesar de sua notoriedade, Nieta nunca fez questão de buscar a fama ou a atenção da mídia. Sua abordagem discreta e reservada refletia sua personalidade, que sempre se manteve avessa ao brilho dos holofotes. Ela preferia cultivar um perfil mais low-profile, focando em suas relações pessoais e em seu círculo social, em vez de se envolver em disputas públicas ou em campanhas de publicidade. Essa postura permitiu que ela mantivesse um espaço de respeito e dignidade em sua vida pública, mesmo após deixar o cargo de primeira-dama.
Dessa forma, Nieta se firmou como uma figura de apoio nas iniciativas sociais e culturais do Rio de Janeiro, continuando a participar de eventos relevantes, mas sem buscar ser o centro das atenções. Sua presença era mais uma afirmação de seu legado e de sua conexão com a história política do Brasil, sempre conservando um papel de importância, mas não de protagonismo. Essa atitude de simplicidade e discrição caracterizou seu pós-mandato, refletindo uma profunda compreensão de seu papel como ex-primeira-dama e uma dedicação silenciosa às causas que lhe eram caras.

## Morte
Morreu em 31 de outubro de 2010, no Rio de Janeiro, aos oitenta e sete anos, após uma infecção intestinal aguda, no Hospital Samaritano, onde passou por quatro cirurgias, mas não resistiu.